# 坂本美雨
坂本 美雨（さかもと みう、1980年5月1日 - ）は、日本の歌手、女優。出生名も同じ。血液型B型。

## 人物
父親は坂本龍一、母親は矢野顕子という、ミュージシャンの両親の元に生まれ、YMOやクラフトワークを胎教として育った。5歳年上の異父兄、風太がいる。
矢野顕子の母方の祖父は、ロシア人の父親と日本人の母親との間に生まれた人物で医師となり、三陸沖地震や関東大震災の際の医療活動にも従事したという。父方の祖父は編集者の坂本一亀。
YMOの楽曲「ONGAKU」（作詞・作曲は父の龍一）は、当時3歳の美雨が音楽と触れ合う様子を父がしたためたものである。
9歳だった1990年（平成2年）には家族でアメリカ合衆国・ニューヨーク州に移住し、高校卒業まで同地で過ごしたため、英語と日本語のバイリンガルである。高校時代には美術を専攻していた。名前の「美雨」は、突然変異を意味する英語「ミュータント (mutant) 」に由来し、父の龍一が命名した。初恋の人は両親の友人であったロックバンド「ジャパン」のボーカリスト、デヴィッド・シルヴィアン。初めて買ったCDはTM NETWORKの『JUST ONE VICTORY』だった。
16歳だった1997年（平成9年）から日本での音楽活動を開始。現在は東京都在住であるが、母親の矢野顕子がニューヨーク在住であることから、マンハッタンの母の住まいを「実家」と称し、度々行き来していることを自身のブログで明かしている。北京、上海、韓国でのライブ経験もある。
大の映画好きであり、新作映画への推薦コメントや批評の執筆も行っている。演劇、ダンス好き、読書家にして愛猫家。また旅好きでも知られ、これまでカナダのソルトスプリング島、中国（北京、上海、杭州、大連、桂林、香港）、モルディブ、南アフリカ（ケープタウン、ヨハネスブルグ）、アイスランド、ロンドン、パリなど様々な都市へ出かけたほか、シベリア鉄道に乗り3週間旅したドキュメンタリーが放送されたことがある（なお、坂本は自らいわゆる「鉄子」であると称している）。さらに演劇への造詣も深く、舞踏全般、主にコンテンポラリー・ダンスや暗黒舞踏を鑑賞する。
自身の「声を楽器として」さらに意識した楽曲制作、コンサート活動を行う（インタビューより）。おおはた雄一とのユニット『おお雨』としても活動する。THE JETZEJOHNSONの藤戸じゅにあとのエレクトロユニット『NAKED LAMP』や、サカモト教授との『サカモト兄妹』など、コラボレーションも多数。Salyu、映画『イノセンス』サントラなど他アーティストへの歌詞提供も行う。演劇の舞台出演やダンス公演なども行い『音楽劇ファンファーレ』ではメインのファーレ役を務める。
熱心な愛猫家であり、猫の「サバ美」を飼っている。2013年のベストアルバム『miusic』のジャケットにサバ美が使用されている。「FreePets〜ペットと呼ばれる動物たちの生命を考える会」のメンバーとして、また一般社団法人「ランコントレ・ミグノン」のボランティアとして動物愛護活動も行い、東日本大震災の被災動物の救援活動にも携わる。

## 略歴
1997年
- 1月29日、16歳にして「Sister M」名義で坂本龍一の「The Other Side of Love」に客演して歌手デビュー。当初 Sister M の正体は公表されておらず、当時フォーライフに所属し、坂本龍一とそれぞれが共演経験を持っていた今井美樹や中谷美紀ではないかと噂が飛び交った[6] が、J-WAVEのラジオ番組『PAZZ&JOPS』で坂本龍一が正体を公表した[6]。この曲はドラマ『ストーカー 逃げきれぬ愛』の主題歌で、CD売上が70万枚を越えるヒットとなる（オリコン推定売り上げ721,690枚、最高位6位）[7]。坂本龍一によれば本来、中谷美紀の為に書いた曲だが（のちに日本語の歌詞で『砂の果実』としてリリースされた）、素人っぽい謎めいたアーティストを探していた際にニューヨークの自宅でたまたま美雨に歌わせてみたところ、「イメージとピッタリ合ったので起用した」と語っている。坂本龍一はそれまで娘の歌声は聞いたことがなかったと言う。

1998年
- 11月、本名・坂本美雨としてミニアルバム『aquascape』でワーナーミュージック・ジャパンよりデビュー。SUGIZOと、そのSUGIZOがYMO時代からリスペクトしている、坂本龍一が共同でプロデュースした。

1999年
- 音楽活動を続けながら通っていたニューヨークの現地の高校を卒業。
- 映画『鉄道員（ぽっぽや）』の主題歌を歌う。
- 初のオリジナルアルバム『DAWN PINK』をリリース。その中で母矢野顕子の「ひとつだけ」をカバーしている。

2000年 - 2002年
- 数枚のシングルをリリース（2ndアルバム『miutation』をリリース予定でレコーディングしていたが、レコード会社の事情によりお蔵入り）。
- 執筆活動も増え、連載、絵本の翻訳、テレビでの司会、ラジオパーソナリティなど幅広い分野で活動。
- BS-iのドキュメンタリー番組の撮影で、シベリア鉄道に乗り3週間ロシアを旅した。

2003年
- ジュエリー・ブランド「aquadrops」のプロデュースをスタート。
- 詩画集『aqua』をリトルモア社より出版。東京・名古屋で個展も行う。
- この頃から、中国でのライブ、フェイ・ウォンのプロデューサーであるチャン・ヤートンとのコラボレーション、中国各地への取材旅行など、中国との縁も深まっている。

2004年 - 2005年
- ヤマハミュージックコミュニケーションズへ移籍。
- 初めての舞台に立つ。シェイクスピア『夏の夜の夢』ハーミア役。
- 自身が生まれて初めて観た映画『THE NEVER ENDING STORY』の主題歌をカバーし、ホンダの企業CMに起用された。

2006年
- 5月、オリジナル・アルバム『Harmonious』をリリース。当アルバムは父・坂本龍一の手を一切借りず、アーティスト坂本美雨としてひとり立ちを果たすことに成功した作品。アルバムのアートワークはMr.Childrenなどのアートワークで数々の賞を受賞しているアートディレクター森本千絵が手がけ、公私共に親しい仲である。
- 「THE NEVER ENDING STORY」のミュージック・ビデオでは、ダンス・カンパニーコンドルズ主宰の近藤良平が踊りで出演。
- この年、女優デビューを果たす。竹中直人の勧めで舞台『竹中直人の匙かげん2』に出演し、井川遥、田口浩正らと共演。下北沢本多劇場、大阪、静岡で約1ヶ月間上演される。

2007年
- ヱビスビールの新商品、ヱビス〈ザ・ホップ〉のTVCMに出演。友人である歌手山田タマルと共演。
- 12月、3枚目のアルバム『朧の彼方、灯りの気配』をリリース。"人力トランス"として知られるバンドROVOのメンバー、クラムボンのミト、ポラリスのオオヤユウスケ、THE JETZEJOHNSONの藤戸じゅにあなどと組み、自身の声を中心とした色彩豊かな音を創りあげる。
- タワーレコードインストアライブ（東名阪）を行う。
- おおはた雄一とのユニット『おお雨』を結成。ライブ活動を行う。
- 自身のPV「Swan Dive」で初監督（ダンス演出は小林顕作）。
- 蜷川実花の個展『NINAGAWA WOMAN』の看板を飾る（12月13日から翌2008年1月6日）。

2008年
- 細野晴臣トリビュート・アルバム『細野晴臣STRANGE SONG BOOK/V.A. -Tribute to Haruomi Hosono 2-』に参加。（2008年1月23日発売）
- 11月5日、アルバム「ZOY」を発売。（葉加瀬太郎、森雪之丞、おおはた雄一、高田漣、徳澤青弦、岡田徹、藤戸じゅにあ参加。エンジニアは益子樹（ROVO））
- 12月12日、朗読劇『LOVE LETTERS』出演。（相手：舞踏家森山開次）
- ツアー『Zoy's Room』（東名阪）
- 『情熱大陸スペシャルライブ』東京・大阪公演に出演。
- 雑誌PAPERSKYアイスランド特集号の表紙・巻頭特集でアイスランド音楽を紹介。
- 名古屋ZIP-FMでレギュラー番組『中部電力 Future Standard』のナビゲートを開始。（毎週日曜 9:35-9:50）

2009年
- ダンス公演『リンゴ企画』出演&音楽を担当。演出はコンドルズ主宰、近藤良平。
- 『フジロック・フェスティバル』におおはた雄一と出演。
- THE BOOMトリビュートアルバムに参加。
- 横浜開港150周年『開国博Y150』のスーパーハイビジョンシアター映像作品『gift〜未来へのおくりもの』のテーマ曲を作詞・歌唱。
- higo.hayato 1st アルバム『PLEASURE』に「baby blue」で参加。
- Bunkamuraザ・ミュージアムの展覧会『ピカソとクレーの生きた時代』テーマソング「Libera in Sleep」（「ZOY」収録）

2010年
- パナソニック「NIGHT COLOR」CMナレーション。2月1日から2月7日まで渋谷駅前大型ビジョン4台をジャックし深夜0時より1時間放映。
- 金沢eAT'10 『トキメキからだフェスティバル』出演。明和電機、川井憲次らと共演。テーマソングの歌唱、ダンス出演。
- 5月19日、新アルバム『PHANTOM girl』発売。ニューヨーク在住のミュージシャンShanghai Restoration Projectと共作。
  - アートワークは、アルバム4作目の共作となる友人のアートディレクター森本千絵が担当。
  - 先行シングル「Phantom girl's first love」が『日立 世界・ふしぎ発見!』のエンディングテーマとなる。
- Shanghai Restoration Projectと共にタワーレコードインストアライブ（東名阪）を行う。
- アンダーグラフとの共作曲「地球はやっぱり青かった」を発表。
- 「おお雨」名義で『情熱大陸スペシャルライブ』札幌公演に出演。
- 自主企画ライブイベント『Direct MIUsical』（会場：EATS and MEETS Cay）をスタートさせる。
  - 第一回ゲストはおおはた雄一、第二回目ゲストは木根尚登。
- THE JETZEJOHNSON・藤戸じゅにあとのユニット『NAKED LAMP』を結成。
- 化粧品『草花木果』TVCMテーマソング『はじまり はじまり』（作詞：いしわたり淳治、作曲：織田哲郎）を歌唱。
- 『VAMPS』の新アルバム『BEAST』に収録の“SAMSARA”にコーラス参加。
- 動物愛護活動を本格的に始める。社団法人Freepetsの立ち上げに参加。
- NHK教育『ミューズの微笑み』で美術館を巡る旅人を務める。

2011年
- コンドルズの近藤良平らとのダンス公演『山羊ボー走』ニューヨークのジャパン・ソサエティーでの公演。
- おおはた雄一とのユニット『おお雨』ファーストワンマンライブを行う。
- ダンス公演『山羊ボー走』凱旋公演（神楽坂セッションハウス）。
- 小室哲哉のソロアルバム『Digitalian is eating breakfast 2』に歌唱参加。
- 『坂本美雨presents Direct MIUsical』第3回目公演を主催。ゲストはシンガーソングライターの七尾旅人。
  - バンドは中島ノブユキ、鈴木正人、伊藤大地。
- ヒガシトーキョーフェス『道との遭遇』に出演。
- 東日本大地震支援アルバム『Play for Japan Vol.10』に参加しYMOの「Perspective」を中島ノブユキ、高田漣とカバー。
- 5月18日、6枚目のフルアルバム『HATSUKOI』を発表。
  - アートワークはアルバム5作目の共作となる森本千絵が、ミュージック・ビデオは児玉裕一監督が担当。
- 先行シングル「Precious」が「シネ通!」エンディングテーマとなる。
- 東日本大震災による被災動物を救うためのチャリティーイベント「いぬねこうし祭り」を立ち上げ、開催（渋谷Club asia）。
- 福島の避難所を周り、チャリティーライブを行う。
- 『SUMMER SONIC 2011』に初出演。
- 8月、□□□の三浦康嗣が主宰する『スカイツリー合唱団』とメンバーとなり、アサヒアートスクエアにてライブを行う。
- 10月21日、坂本の歌声を元にして作られたVOCALOID3対応のボーカル音源「Mew」が発売。
- 10月3日、ラジオ局 TOKYO FM系JFN全国38局ネットの長寿番組『ディア・フレンズ』の6代目パーソナリティに就任。
- 10月12日、自主イベント『Direct MIUsical』Vol.5を開催。ゲストは旧友のSalyu。
- 12月10日、恵比寿リキッドルームにて□□□のライブに参加。

2012年
- 『脱原発世界会議＠横浜』にてMIYAVIと共演。
- 3月20日、自主企画ライブイベント『Direct MIUsical Vol.6』を開催。ゲストに□□□、スカイツリー合唱団。
- 4月、被災動物救済のための『いぬねこうし祭り』Vol.2を開催。
- 5月12日、ヒガシトーキョーフェス『道との遭遇』に出演。
- 5月19日、りんご音楽祭に出演。
- Pixer/Disney 新作アニメーション映画『メリダとおそろしの森』日本語版のエンディングテーマ「いにしえの子守唄」を歌唱。
- 6月15日 - 17日、劇団Theatre MUIBOの『Le Nez』に音楽参加。
- 7月14日、ap bank fesにおお雨名義で出演。Dragon AshのATSUSHIが飛び入り参加。
- 8月8日、7枚目フルアルバム『I'm yours!』をリリース。Shanghai Restoration ProjectのDave Liangとの共同制作。
  - アートワークは森本千絵。KREVAをラップに迎えたタイトル曲「I'm yours」を収録。
  - リリース当日にはTOKYO FMスペシャルワンデーが行われ、朝から夕方までの番組にゲスト出演を果たす。
- iTunesエレクトロアルバムチャート１位となる。
- 8月12日、『WORLD HAPPINESS2012』に出演。KREVAともライブ共演を果たす。
- 8月19日、『SUMMER SONIC2012』におお雨名義で出演。
- 9月2日、『I'm yours!』リリース記念インストアライブ@渋谷タワーレコード
- 9月8日、『HAPPY MUSIC FESTA』に出演。Dragon AshのATSUSHIと共演。
- 9月15日、『風とロック芋煮会＠猪苗代』に出演。
- 9月22日、宮城県塩竈市で行われた『GAMA ROCK FES』に出演。
- 情熱大陸チャリティ・ソング『タイトルのない唄』歌唱参加。作曲は葉加瀬太郎
- 『音楽劇ファンファーレ』の「ファーレ」役を務める。シアタートラム（9月28日 - 10月14日）、他、三重県文化会館、高知県立美術館、水戸芸術館にて公演を行う。（作演：柴幸男、白神ももこ、三浦康嗣（□□□））
- 10月3日、TOKYO FM『ディア・フレンズ』の6代目パーソナリティとして2年目突入。
- the HIATUSのツアーメンバーとして11月12日 - 12月6日まで全国9カ所10公演を行う。
- MIYAVIのコラボレーション・アルバム『Samurai Sessions Vol.1』に参加。「雅 vs 亀田誠治 vs 坂本美雨」名義で『祈りを』を歌唱。
- 劇団Theatre MUIBOの『Le Nez』再演。歌唱参加。
- 渋さ知らズニューアルバム『渋彩歌謡大全』に参加。「渡」を歌唱。

2013年
- 3月、暗黒舞踏 大駱駝艦 壺中天公演『忘れろ、思い出せ。』に舞台音楽を提供。
- 3月7日、おお雨ワンマンライブ （Saravah Tokyo）
- 5月30日、「DIRECT MIUsical Vol.7 feat.Salyu」（渋谷WWW）
- ベスト・アルバム「miusic - 1997〜2012」のリリースを発表。6月26日発売。

2014年
- 3月1日、ブックディレクター兼編集者の男性と結婚[1]。
- 3月5日、蓮沼執太をプロデューサーに迎えた8枚目のフルアルバム『Waving Flags』をリリース。

2015年
- 7月27日、帝王切開にて第1子女児を出産[8]。父である坂本龍一にとっては初孫、母である矢野にとっては2人目の孫にあたる（前年秋に矢野と前夫の間の長男に子供が生まれていたため）。

2025年
- 3月8日、国際女性デー表彰式 HAPPY WOMAN AWARD 2025 for SDGsを受賞した[9]。

## 音楽作品

### シングル
| タイトル                                      | 発売日         | オリコン 最高順位 | 規格品番   | 備考 |
| --------------------------------------------- | -------------- | ----------------- | ---------- | --- |
| The Other Side of Love                        | 1997年1月29日  | 6位               | FLDG-1007  | 坂本龍一 featuring Sister M 名義 - 読売テレビドラマ『ストーカー 逃げきれぬ愛』主題歌                                                                         |
| 鉄道員（TETSUDOIN）                           | 1999年5月26日  | 49位              | WPC6-10018 | - 映画『鉄道員（ぽっぽや）』主題歌 |
| in aquascape                                  | 1999年9月8日   | 50位              | WPC6-10031 | |
| I'll believe the look in your eyes/ひとつだけ | 2000年2月9日   | -                 | WPC6-10066 | 両曲ともアルバム『DAWN PINK』からのシングル・カット。 |
| beautiful/ララバイ                            | 2000年7月26日  | -                 | WPC6-10095 | |
| ブランク                                      | 2001年4月11日  | -                 | WPC6-10125 | |
| 15分                                          | 2001年5月23日  | -                 | WPC6-10132 | |
| 風光る                                        | 2001年10月24日 | -                 | WPC6-10074 | 風光る - フジテレビ系「金曜エンタテイメント」オープニング曲 空中庭園 - NHK BShiドラマ『すみれの花咲く頃』主題歌                                              |
| sleep away                                    | 2002年4月24日  | -                 | WPC6-10205 | sleep away - NHK BS2『新 真夜中の王国』(2002年4 - 6月)オープニングテーマ Cosmo MiuMiu - 映画『ホ・ギ・ラ・ラ』主題歌 - 1曲目「sleep away」の英語ヴァージョン |
| くまんばちがとんできた                        | 2002年11月20日 | -                 | ESCL2344   | 矢野顕子&坂本美雨 名義 - NHK『みんなのうた』2002年10月・11月放送楽曲                                                                                         |
| THE NEVER ENDING STORY                        | 2005年11月16日 | 77位              | YCCW-30004 | リマール「ネバー・エンディング・ストーリー」のカバー - 本田技研工業「環境テーマ広告」CMソング                                                                |
| はじまりはじまり                              | 2010年11月24日 | -                 | 配信限定   | ドネーションミュージックとして配信 - 株式会社キナリ「草花木果」CMソング                                                                                      |

### アルバム
| タイトル                        | 発売日                              | オリコン 最高順位 | 規格品番                      | 販売形態                | 備考                                                                          |
| ------------------------------- | ----------------------------------- | ----------------- | ----------------------------- | ----------------------- | ----------------------------------------------------------------------------- |
| aquascape                       | 1998年11月26日                      | 49位              | WPC6-8695-6                   | CD2枚組                 | ミニアルバム。                                                                |
| DAWN PINK                       | 1999年9月29日                       | 28位              | WPC6-10037                    |                         | 1stフルアルバム。                                                             |
| miutation                       | (2000年11月22日→2001年8月22日→中止) | -                 | (WPC6-10114→ WPC6-10156→中止) |                         | 2ndフルアルバムとして企画されていたが発売中止になった作品。                   |
| Harmonious                      | 2006年5月24日                       | 118位             | YCCW-10024                    |                         |                                                                               |
| 朧の彼方、灯りの気配            | 2007年12月12日                      | 257位             | YCCW-10041                    |                         |                                                                               |
| 'Sorato' for Au Design Project  | 2008年5月7日                        | -                 | -                             | 配信限定アルバム        | 高木正勝+坂本美雨 名義                                                        |
| Zoy                             | 2008年11月5日                       | 208位             | YCCW-10092                    |                         |                                                                               |
| PHANTOM girl                    | 2010年5月19日                       | 74位              | YCCW-10110/B YCCW-10111       | CD+DVD（初回限定盤） CD | Phantom Girl's First Love - TBS系「日立 世界・ふしぎ発見!」エンディングテーマ |
| HATSUKOI                        | 2011年5月18日                       | 67位              | YCCW-10128/B YCCW-10129       | CD+DVD（初回限定盤） CD | Precious - テレビ東京系『シネ通!』エンディングテーマ                          |
| I'm yours!                      | 2012年8月8日                        | 63位              | YCCW-10176/B YCCW-10177       | CD+DVD（初回限定盤） CD |                                                                               |
| miusic～The best of 1997-2012～ | 2013年6月26日                       | 75位              | YCCW-10200/1                  | CD2枚組                 | ベストアルバム                                                                |
| Waving Flags                    | 2014年3月5日                        | 99位              | YCCW-10215                    |                         |                                                                               |

### 参加作品
| タイトル                                                 | アーティスト                          | 形態     | 発売日          | 規格品番                                  | 参加楽曲（名義など）                                             |
| -------------------------------------------------------- | ------------------------------------- | -------- | --------------- | ----------------------------------------- | ---------------------------------------------------------------- |
| life behind TV                                           | The Hammonds （Akiko Yano&Jeff Bova） | アルバム | 1997年7月1日    | ESCB-1824                                 | barbie jungle （コーラスで参加）                                 |
| Finally                                                  | スケボーキング feat.Miu Sakamoto      | シングル | 2000年5月24日   | WPCV-10072 VB-1032（アナログ盤）          | Finally （スケボーキング feat.Miu Sakamoto）                     |
| magic moment…                                            | スケボーキング                        | アルバム | 2000年9月27日   | WPCV-10100                                | Finally （スケボーキング feat.Miu Sakamoto）                     |
| Another Sunny Day                                        | honeydip                              | アルバム | 2000年12月15日  | EM-0001                                   | （コーラスで参加）                                               |
| Mr.COMPACT                                               | LITTLE                                | アルバム | 2001年12月5日   | AICL-1352                                 | いいの （feat.坂本美雨）                                         |
| Dreaming Girl                                            | 矢野顕子                              | シングル | 2002年3月5日    | ESCL2297                                  | Dreaming Girl You Are What You Eat （共にコーラスで参加）        |
| reverb                                                   | 矢野顕子                              | アルバム | 2002年3月20日   | ESCL2302                                  | Dreaming Girl You Are What You Eat （共にコーラスで参加）        |
| Re-clammbon                                              | クラムボン                            | アルバム | 2002年4月24日   | PCV-10174                                 | Re-雲ゆき （コーラスで参加）                                     |
| ナイアガラで恋をして Tribute to EIICHI OHTAKI            | V.A.                                  | アルバム | 2002年11月20日  | WPC6-10237                                | 探偵物語                                                         |
| film,silence                                             | Nathalie Wise                         | アルバム | 2003年5月30日   | GSCA-9001                                 | 真昼の誓い 美しい夜                                              |
| フェリシダージ トリビュート・トゥ・ジョアン・ジルベルト  | V.A.                                  | アルバム | 2003年9月3日    | TOCT-25177                                | ベベウ （Nathalie Wise & 坂本美雨）                              |
| DEPTH OF LAYERSーDOWNER                                  | THE JETZEJOHNSON                      | アルバム | 2004年12月10日) | UKDZ-0038                                 | Ridham M trail MIX Ridham M bernard2 MIX （共にコーラスで参加）  |
| Angelus                                                  | 半野喜弘                              | アルバム | 2005年5月25日   | TOCT-25658                                | 甘い奇跡 （feat.坂本美雨）                                       |
| 小椋佳トリビュート〜青春〜                               | V.A.                                  | アルバム | 2006年12月6日   | UICZ-8018                                 | 揺れるまなざし                                                   |
| Tribute to David Bowie                                   | V.A.                                  | アルバム | 2007年3月21日   | GYCL-10021                                | Dancing in the Street （THE CONDORS feat.坂本美雨）              |
| Lingkaran for Baby                                       | V.A.                                  | アルバム | 2007年9月26日   | KSCL-1211                                 | くまんばちがとんできた （矢野顕子&坂本美雨）                     |
| 細野晴臣 STRANGE SONG BOOK -Tribute to Haruomi Hosono 2- | V.A.                                  | アルバム | 2008年1月23日   | RZCM-45783B                               | 銀色のハーモニカ （坂本美雨 + 蓮実重臣）                         |
| PLEASURE                                                 | higo.hayato                           | アルバム | 2009年4月15日   | LEXCD-09004                               | babyblue feat.坂本美雨                                           |
| BOOMANIA 〜THE BOOM SPECIAL BEST COVERS〜                | V.A.                                  | アルバム | 2009年7月22日   | VFCF-00044〜5                             | それだけでうれしい （坂本美雨 feat.高田漣）                      |
| BEAST                                                    | VAMPS                                 | アルバム | 2010年7月28日   | XNVP-00022/B XNVP-00023                   | SAMSARA （コーラスで参加）                                       |
| 夏影                                                     | アンダーグラフ                        | シングル | 2010年8月11日   | FLCF-4346                                 | 地球はやっぱり青かった （アンダーグラフ×坂本美雨）               |
| Play for Japan Vol.10                                    | V.A.                                  | アルバム | 2011年4月1日    | 配信限定                                  | PERSPECTIVE (坂本美雨 with 中島ノブユキ+高田漣）                 |
| Digitalian is eating breakfast 2                         | 小室哲哉                              | アルバム | 2011年5月4日    | AVCD-38259                                | Vienna feat. Miu Sakamoto & KREVA （feat. Miu Sakamoto & KREVA） |
| メリダとおそろしの森 オリジナル・サウンドトラック        | V.A.                                  | アルバム | 2012年7月18日   | AVCW-12903                                | いにしえの子守歌【日本語歌】 （日本語版エンディングソング）      |
| タイトルのない唄                                         | 情熱ライブ10周年オールスターズ        | シングル | 2012年7月25日   | 配信限定                                  | タイトルのない唄 （情熱ライブ10周年オールスターズ）              |
| 渋彩歌謡大全                                             | 渋さ知らズ                            | アルバム | 2012年11月7日   | TKCA-73836                                | 渡                                                               |
| SAMURAI SESSIONS vol.1                                   | 雅-Miyavi-                            | アルバム | 2012年11月14日  | TOCT-29086 TOCT-29087                     | 祈りを （Miyavi vs 亀田誠司 vs 坂本美雨）                        |
| #globe20th -SPECIAL COVER BEST-                          | V.A.                                  | アルバム | 2015年12月26日  | AVCG-70111~2(COVER+BEST) AVCG70113(COVER) | Precious Memories                                                |
| TM NETWORK TRIBUTE ALBUM -40th CELEBRATION-              | V.A.                                  | アルバム | 2024年5月15日   | ESCL-5948/5949                            | TIMEMACHINE                                                      |
| Salyu 20th Anniversary Tribute Album "grafting"          | V.A.                                  | アルバム | 2024年12月18日  | TFCC-81112/81113/81114                    | コルテオ 〜行列〜                                                |

## 作詞
- River of Crystals
（作曲・編曲：川井憲次、歌：伊藤君子） - アニメーション映画『イノセンス』挿入歌
  - 伊藤君子「フォロー・ミー」（2004年3月3日、VACH-1002）収録
  - 川井憲次『イノセンス オリジナル・サウンドトラック』(2004年3月3日、VICL-61294）収録
- sail away
（作曲・編曲：川井憲次、歌：CHAKA） - アニメーション映画『スカイ・クロラ The Sky Crawlers』挿入歌
  - 川井憲次『SOUND of The Sky Crawlers』(2008年7月25日、VPCG-84882）収録
- ROSE
（作曲：国府達矢、歌：Salyu）
  - Salyu「EXTENSION」（2009年8月19日、TFCC-89283[初回限定版]・TFCC-89284）収録

## その他の音楽作品
- 横浜開港150周年『開国博Y150』のスーパーハイビジョンシアター映像作品『gift〜未来へのおくりもの』のテーマ曲を作詞・歌唱
- 『トキメキからだフェスティバル』（金沢eAT'10）テーマソング歌＋ダンス
- ほぼ日刊イトイ新聞『フィンランドからの森だより』サウンドトラック、歌
- サンリオ ハローキティ35周年『こころのことば』ムービー声、歌

## 出演番組

### テレビレギュラー
- 新・真夜中の王国（NHK BS2、2001年）- 陣内孝則、MEGUMIと共に司会を1年間務める。
- 青い森の国から（青森テレビ、2004年11月2日 - 2011年6月29日）- ナレーション。坂本美雨の出演は2004年11月2日 - 2007年3月25日。
- 日曜美術館（NHK Eテレ、2024年4月7日 - ）

### テレビ出演・ナレーション
- シベリア鉄道音紀行 坂本美雨ロシアの音を求めて9000キロ（BS-i、2002年4月29日）
- 詩のボクシング（NHK、2002年） - 俵万智や井筒和幸らと同じく会場外で個人的なジャッジ、コメントをするコメンテーターとして出演。また、会場で応援歌として自作『ブランク』を披露し、その様子も放送された。
- デジタル・スタジアム（NHK） - ゲスト出演
- 芸術劇場・コンドルズ特集番組（NHK教育テレビ）- ナレーション
- 英語でしゃべらナイト（NHK総合） - ゲスト出演
- ミューズの微笑み（NHK教育、2010年10月 - 12月）
- ハートネットTV-Our Voices（NHK) - ナレーション
- アウトデラックス（フジテレビ、2013年6月20日） - ゲスト出演
- 岩合光昭の世界ネコ歩き スペシャル (NHK BSプレミアム 2013年6月22日) - ゲスト出演
- カルテット 第9話（TBS、2017年3月14日） - 山本みずえ 役
- ［玉置浩二ショー]（NHK　BSプレミアム 2021年5月1日）-　ゲスト出演
- FM999 999WOMEN'S SONGS 第9話（2021年5月、WOWOWオンデマンド・WOWOWプライム） - 怪獣の母の女 役（ドラマ出演）
- First Love 初恋（Netflix、2022年11月24日）- 柚木湊 役[13]

### ラジオレギュラー
- Life@Safari（J-WAVE、2001年 - 2003年）
- Sunday Morning Delight（J-WAVE、2003年 - 2005年）
- MIDNIGHT GARDEN（J-WAVE、月-金24:00 - 24:30、2006年4月 - 2007年3月） - 旅人で作家のロバート・ハリスと司会を務める。
- 中部電力 FUTURE STANDARD（ZIP-FM、日曜9:35 - 9:50、2008年10月 - 2009年）
- 坂本美雨のディア・フレンズ（TOKYO FM、月-木11:00 - 11:30、2011年10月3日 - ）- パーソナリティ
- PET FRENDLY～ペットと人のやさしい関係～ （TOKYO FM、日曜7:00 - 7:30、2016年1月3日 - ）- パーソナリティ
- きこえタマゴ!（NHKラジオ第1、2017年4月3日 - ） - MC

### ラジオ出演
- 坂本美雨のオールナイトニッポン（1998年12月5日放送、ニッポン放送） - ゲストに坂本龍一を迎える。

### 映画
- 戦争と対話（2025年8月30日公開予定）[14]

## CM

### テレビCM
- サッポロビール ヱビス〈ザ・ホップ〉 『グリーンベンチ篇』（2007年）山田タマルと共演
- PANASONIC「NIGHT COLOR」シリーズ - ナレーション
- 「彩」（明治乳業アイスクリーム） - ナレーション
- au損害保険「あうて」（2014年）[15]

### ラジオCM
- みずほフィナンシャルグループ
- パナソニック「エコアイデア」キャンペーン、「NIGHT COLOR 夜家電」キャンペーン

## 舞台出演
- 夏の夜の夢（2005年8月、MOBAアカデミア、作：ウィリアム・シェイクスピア、脚色・演出：野崎美子）- ハーミア役
- そう。（2006年12月、竹中直人の匙かげん　作：倉本美津留　演出：竹中直人）
- 山羊ボー走（2009年10月、リンゴ企画、振付・演出：近藤良平） - 2011年1月にニューヨーク、2011年4月3日に神楽坂セッションハウスで再演。
- ファンファーレ（2012年10月、世田谷パブリックシアター　作：柴幸男　演出：柴幸男、三浦康嗣、白神ももこ） - ファーレ役
- TRAIN TRAIN TRAIN（2025年11月、東京芸術劇場 プレイハウス　演出：森山開次）[16]

## 執筆業
- 2003年、詩画集『aqua』をリトルモア社より発行
- 2003年、絵本『ネコがよろこぶ“ゴロゴロ”のツボ』（マーガレット ウッドハウス著）と、同シリーズ『人生がうまくいくネコの9つの習慣』を翻訳（実業之日本社より発行）。
- 2007年、絵本『せかいでいちばんあたまのいいいぬ〜ピートがっこうへいく』（マイラ・カルマン著）を矢野顕子と共同で翻訳（リトル・ドッグ・プレス社より発行）
- 2014年、『ネコの吸い方』を幻冬舎から発行。
- 東京新聞に「坂本美雨さんの子育て日記」を連載中。